# Axioma van Cantor-Dedekind
In de wiskundige logica wordt de frase axioma van Cantor-Dedekind gebruikt om de these te beschrijven dat de reële getallen orde-isomorf zijn aan het lineaire continuüm van de meetkunde. Met andere woorden: het axioma stelt dat er een één-op-één correspondentie bestaat tussen de reële getallen en de punten op een lijn.
Dit axioma is de hoeksteen van de analytische meetkunde. Het Cartesisch coördinatenstelsel ontwikkeld door René Descartes gaat expliciet van dit axioma uit door het in een conceptuele metafoor vermengen van de verschillende concepten van reële getallensystemen  met de meetkundige lijn of vlak. Hieraan wordt soms verwezen als de reële getallenlijn :
Een gevolg van het axioma van Cantor-Dedekind is dat Alfred Tarski zijn bewijs van beslisbaarheid van het geordende reële veld als een algoritme kan worden gezien om enig probleem in de Euclidische meetkunde op te lossen.

## Voetnoten
1. ↑  George Lakoff and  Rafael E. Núñez (2000). Where Mathematics Comes From: How the embodied mind brings mathematics into being. Basic Books. ISBN 0-465-03770-4.